# Accidente isquémico transitorio
El accidente isquémico transitorio (AIT, o TIA, por sus siglas en inglés transient ischemic attack) es un accidente cerebrovascular (ACV) de tipo isquémico en un episodio relativamente breve y pasajero, de disfunción neurológica. Es causado por un disturbio focal por isquemia cerebral, retiniana o medular, con síntomas que duran menos de 2 horas y sin evidencia de infarto cerebral. Se produce por la falta de aporte sanguíneo a una parte del cerebro, de forma transitoria, desapareciendo los síntomas antes de 2 horas. Durante un AIT, la interrupción temporal del suministro sanguíneo a un área del cerebro ocasiona una reducción breve y repentina en la función cerebral.

## Síntomas
Cuando se afectan las arterias que son ramas de las arterias vertebrales (localizadas en la parte posterior del cuello), son frecuentes el mareo, la visión doble y la debilidad generalizada. 
Sin embargo, los AIT pueden manifestarse con muchos síntomas diferentes, tales como:
- Pérdida de la sensibilidad o trastornos de la misma en un brazo o una pierna, o en un lado del cuerpo.
- Debilidad o parálisis en un brazo o una pierna, o en todo un lado del cuerpo.
- Pérdida parcial de la visión o de la audición.
- Visión doble (diplopía).
- Mareo o vértigo.
- Lenguaje ininteligible (disartria).
- Dificultad para tragar/comer (disfagia).
- Dificultad para pensar en la palabra adecuada o para expresarla (afasia).
- Incapacidad para reconocer partes del cuerpo.
- Movimientos inusuales.
- Incontinencia urinaria.
- Desequilibrio y caída.
- Desmayo.

Aunque los síntomas son semejantes a los de un ACV (ictus), los AIT son transitorios y reversibles. Sin embargo, los episodios de AIT son a menudo recidivantes. La persona puede sufrir varias crisis diarias o sólo 2 o 3 episodios a lo largo de varios años. En el 35 % de los casos un AIT es seguido por un ictus. Aproximadamente la mitad de estos ictus ocurren durante el año posterior al AIT.

## Evolución
Un AIT es de inicio súbito y, por lo general, dura entre 2 y 30 minutos; algunas veces se prolonga más, de 1 a 2 horas.
La mayoría de los signos y síntomas desaparecen en dos horas, aunque según la Mayo Clinic los síntomas pueden durar hasta 24 horas en raras ocasiones.
Existe una escala de los National Institutes of Health (NIH) para determinar una puntuación para guiar el diagnóstico del ACV isquémico, llamada National Institutes of Health Stroke Scale (NIHSS).

## Causas
La pérdida de circulación de sangre al cerebro puede ser causada por:
- Estrechamiento de un vaso sanguíneo.
- Coagulación de sangre dentro de una arteria/arteriola del cerebro.
- Desplazamiento de un coágulo hacia el cerebro desde otro sitio del cuerpo (p. ej., corazón).
- Una enfermedad de la sangre, cáncer y otras.
- Inflamación dentro de los vasos sanguíneos.
- Lesión de los vasos sanguíneos.
- Niveles altos de glucosa en la sangre que no permiten la oxigenación del cerebro.

En un AIT, el flujo de sangre sólo se bloquea temporalmente. Por ejemplo, un coágulo sanguíneo puede disolverse y permitir que la sangre fluya de nuevo de manera normal.
La ateroesclerosis ("endurecimiento de las arterias") es una disfunción fisiológica por la que se presentan depósitos adiposos en el revestimiento interno de las arterias, lo que incrementa mucho el riesgo de AIT y de accidente cerebrovascular. La placa ateroesclerótica se forma cuando ocurre daño al revestimiento de una arteria. Las plaquetas se aglutinan alrededor del área de la lesión como parte normal del proceso de coagulación y cicatrización.
El colesterol y otras grasas también se acumulan en este lugar, formando una masa en el revestimiento interno de la arteria. Se puede formar un coágulo (trombo) en el sitio de la placa, desencadenado por un flujo sanguíneo irregular en este lugar, y el trombo puede obstruir luego los vasos sanguíneos en el cerebro.
Se pueden desprender fragmentos de la placa o de los coágulos y trasladarse a través del torrente sanguíneo desde lugares distantes, formando un émbolo que puede obstruir las arterias pequeñas, causando un AIT.
Casi una tercera parte de las personas con diagnóstico de AIT presentan posteriormente un accidente cerebrovascular. Sin embargo, alrededor de un 80 o 90 % de las personas que presentan accidente cerebrovascular secundario a la aterosclerosis tuvieron episodios AIT antes de presentarse dicho accidente. Una tercera parte aproximadamente de las personas que sufren un AIT, presentarán otro AIT, mientras que una tercera parte presentan sólo un episodio de esta enfermedad.
La edad en que se inicia varía, pero la incidencia aumenta significativamente después de los 50 años. El AIT es más común en los hombres y en afroamericanos.
Entre las causas menos comunes de AIT se encuentran trastornos sanguíneos (policitemia, anemia drepanocítica y síndromes de hiperviscosidad, en los que la sangre es muy espesa), espasmos de las arterias pequeñas en el cerebro, anomalías de los vasos sanguíneos causados por trastornos como displasia fibromuscular, inflamación de las arterias (arteritis, poliarteritis, angiitis granulomatosa), lupus eritematoso sistémico y sífilis.
La hipotensión (presión sanguínea baja) puede precipitar los síntomas en individuos con una lesión vascular preexistente. Otros riesgos de AIT incluyen presión sanguínea alta (hipertensión), enfermedad cardíaca, migrañas, tabaquismo, diabetes mellitus y edad avanzada.

## Factores de riesgo
La escala ABCD es una puntuación clínica para determinar el riesgo de accidente cerebrovascular dentro de los primeros dos días después de un accidente isquémico transitorio. Sus parámetros son: edad (Age), presión arterial (Blood pressure), las características Clínicas, la Duración del AIT y la presencia de la Diabetes.

### Factores no modificables
- Varones mayores de 50 años
- Predisposición familiar
- Grupo étnico

### Factores modificables
- Hipertensión arterial
- Enfermedad cardiaca
- Accidente isquémico transitorio previo
- Hematocrito elevado
- Anemia de células falciformes

## Tratamiento
Agudo
El tratamiento agudo está dirigido fundamentalmente a salvar la isquemia del tejido comprometido. Este tejido puede ser rescatado si se restituye el flujo sanguíneo dentro de un lapso de tiempo corto. Una de las terapias medicamentosas puede ser la trombólisis endovenosa.
Mediano y largo plazo
El manejo a mediano y largo plazo, se centra en el control de los factores de riesgo, en el manejo de la patología concomitante y en la rehabilitación.